# Donna appoggiata sul gomito
Donna appoggiata sul gomito è un dipinto del pittore francese Pierre-Auguste Renoir, realizzato nel 1917-1919 e conservato presso il Musée de l'Orangerie, a Parigi.
L'opera coglie frontalmente una donna assonnata e melanconica che appoggia il proprio capo sulla mano. È uno dei dipinti tipici dell'attività tarda del pittore. Le tonalità predominanti sono gialle-rossastre e sono modulate con grande freschezza in una vasta gamma di gradazioni, che certamente risentono grandemente della vivacità della natura mediterranea di Cagnes, cittadella nella quale si era ritirato. Il volto della donna, inoltre, è ritratto su uno sfondo indefinito, abbozzato in modo immediato; il suo incarnato, infine, è modellato con pennellate dense, pastose, nelle quali si avverte la latente mentalità scultorea di Renoir (intento, proprio durante la vecchiaia, a plasmare statue di Veneri).
Donna appoggiata sul gomito risente notevolmente dell'attività plastica dello scultore, la quale a sua volta è fortemente influenzata dalla oeuvre pittorica renoiriana. Le sculture che Renoir eseguì negli anni dieci del Novecento, in effetti, si possono considerare a pieno titolo la traduzione plastica dei suoi quadri e l'estremo tentativo di ritrovare quella corporeità delle forme tanto agognata durante il periodo aigre.